# Гемерська Вес
Гемерська Вес, Ґемерска Вес (словац. Gemerská Ves) — село в Словаччині у складі Банськобистрицького краю. Площа села 17,71 км². Станом на 31 грудня 2017 року в селі проживало 990 жителів.

## Історія
Перші згадки про місто датуються 1266 роком.

## Населення
| Рік:            | 1994. | 2004.   | 2014.   | 2024.   |
| --------------- | ----- | ------- | ------- | ------- |
| Кількість осіб: | 879   | 963     | 962     | 992     |
| Різниця:        |       | +9,55 % | -0,10 % | +3,11 % |

| Рік:            | 2023. | 2024.   |
| --------------- | ----- | ------- |
| Кількість осіб: | 987   | 992     |
| Різниця:        |       | +0,50 % |